# Comuna Breznica, Varaždin
Breznica este o comună în cantonul Varaždin, Croația, având o populație de 2.200 de locuitori (2011).

## Demografie
Componența etnică a comunei Breznica
     Croați (99,32%)
     Necunoscut (0%)
     Neclasificat (0,41%)
Componența confesională a comunei Breznica
     Catolici (97,64%)
     Alți creștini (1,23%)
     Necunoscută (0,68%)
     Alte religii (0,45%)
Conform recensământului din 2011, comuna Breznica avea 2.200 de locuitori. Din punct de vedere etnic, majoritatea locuitorilor (99,32%) erau croați. Din punct de vedere confesional, majoritatea locuitorilor (97,64%) erau catolici, cu o minoritate de null (1,23%). Pentru 0,68% din locuitori nu este cunoscută apartenența confesională.